# Intelsat 40e
Intelsat 40e (auch IS-40e) ist ein kommerzieller Kommunikationssatellit des Satellitenbetreibers Intelsat mit Sitz in Luxemburg. Er ist Teil des EpicNG-Programms und beherbergt die wissenschaftliche Forschungsnutzlast TEMPO (kurz für Tropospheric Emissions: Monitoring of Pollution) der US-amerikanischen Raumfahrtbehörde NASA.

## Geschichte
Im Februar 2020 gab der US-amerikanische Raumfahrtkonzern Maxar Technologies bekannt, mit Intelsat einen Vertrag über einen modernen Kommunikationssatelliten für dessen Flotte unterzeichnet zu haben. Zuvor hatte die NASA für die Unterbringung ihrer TEMPO-Nutzlast auf einem Satelliten ebenfalls Maxar Technologies ausgewählt. Daher wurde beschlossen, die Intelsat 40e- und die TEMPO-Mission zusammenzulegen. Der Bau des Satelliten und die Integration der TEMPO-Nutzlast dauerten inklusive Testphase etwa drei Jahre.
Intelsat 40e startete schließlich am 7. April 2023 auf einer Falcon-9-Trägerrakete von der Cape Canaveral Space Force Station in eine geostationäre Transferbahn. Etwa 32 Minuten nach dem Start trennte sich der Satellit von der Raketenoberstufe, und 12 Minuten später bestätigte Intelsat die erste Telemetrieübertragung des Raumfahrzeugs. Im Sommer 2023 erreichte Intelsat 40e seine geostationäre Umlaufbahn bei 91° West und soll dort wenige Wochen später in Betrieb genommen werden.

## Technische Daten
Maxar Technologies baute den Satelliten auf Basis des SSL-1300-Satellitenbusses. Er besitzt leistungsstarke C-, Ka- und Ku-Band-Transponder, eine geplante Lebensdauer von mehr als 21 Jahren und wird durch zwei Solarmodule und Batterien mit Strom versorgt. Des Weiteren ist er dreiachsenstabilisiert und besitzt sowohl chemische als auch elektrische Triebwerke, wobei er für die Lageregelung im Orbit nur den elektrischen Antrieb verwendet.
Bei der TEMPO-Nutzlast der NASA handelt es sich um ein Spektrometer, welches im UV-Bereich arbeitet und Schadstoffe auf der Erde erkennt, indem es das von der Erdoberfläche und Atmosphäre reflektierte und gestreute Sonnenlicht misst. Die resultierenden Daten von TEMPO werden verwendet, um die Luftqualitätsprognosen in Nordamerika zu verbessern und eine effektivere öffentliche Frühwarnung vor Verschmutzungsgefahren zu ermöglichen.